# Macrocentrus maraisi
Macrocentrus maraisi är en stekelart som beskrevs av Nixon 1956. Macrocentrus maraisi ingår i släktet Macrocentrus och familjen bracksteklar. Inga underarter finns listade i Catalogue of Life.